# محمد كولاك
محمد كولاك (بالتركية: Mehmet Çolak)‏ هو لاعب كرة قدم تركي في مركز الوسط، ولد في 22 أكتوبر 1995 في Oğuzeli ‏ في تركيا. لعب مع غازي عنتاب سبور.

## وصلات خارجية
- محمد كولاك على موقع اتحاد تركيا (لاعب) (الإنجليزية)
- محمد كولاك على موقع قاعدة بيانات كرة القدم.إي يو (الإنجليزية)
- محمد كولاك على موقع Soccerbase.com (لاعب) (الإنجليزية)
- محمد كولاك على موقع Soccerway.com (الإنجليزية)